# Сиванська мова
Сива́нська мо́ва (варіанти написання: siwi, sīwī, siwa, sīwa, siwah, syouah, siouwa, sioua, siwan, siwe; власна назва: джлан-ісіван, žlan n isiwan, žlān n īsīwān, ∂ǧlan n isiwan, берберською: тасівіт, tasiwit, ta-sīwit) — берберська мова сиванців, жителів оази Сива, найзахіднішої з оаз Єгипту. Нею говорять також у крихітній оазі Кара, найближчій до Сиви (100 км на північний схід). Є також свідчення, що сиванською говорять представники різних поколінь у сусідній оазі Джагбуб, розташованій по той бік кордону з Лівією.
Ламін Суаг (Lameen Souag, 2009), лінгвіст із Франції, розрахував оцінну чисельність носіїв сиванської мови за даними перепису населення Єгипту 2006 р. Населення оази Сива на той час становило 15 886 осіб, більшість із них говорила сиванською мовою. Від цього числа слід відняти жителів оази, які говорять арабською. Це бедуїни двох маленьких сіл Маракі і Бахадж-ель-Дін, а також невелика група арабів-єгиптян в місті Сива. На жаль, точна чисельність арабського населення Сиви невідома. Сиванською говорять також до 300 жителів оази Кара. Разом виходить близько 15 000 носіїв сиванської мови в Єгипті. Проект Ethnologue оцінює чисельність носіїв сиванської мови у 20 000 осіб (2013). Дані стосовно чисельності берберомовного населення оази Джагбуб відсутні.
Араби-бедуїни села Маракі іноді також користуються сиванською мовою, як другою, але інші араби, що живуть в оазі, майже ніколи цього не роблять.
Сиванська мова перебуває під впливом арабської мови починаючи принаймні з VII ст. Але оаза Сива була й значною мірою залишається ендогамним районом, одруження за межами власної спільноти не схвалюється місцевим суспільством. Це є потужним фактором для збереження рідної мови, адже діти від мішаних шлюбів у підсумку, як правило, переходять на арабську.
Сиванська мова відзначається архаїчністю.
Хоча й досі не існує всеосяжного опису граматики та словника сиванської мови, ця мова отримала значно більше уваги дослідників у порівнянні з іншими берберськими мовами в оазах Сахари. Зокрема, ряд робіт присвятив їй Ламін Суаг, базуючись на даних власних польових досліджень, проведених у 2008 році.

## Класифікація
За класифікацією, сиванська мова належить до східноберберських мов, одного з чотирьох основних підрозділів берберської гілки афразійських мов. Географічно найближче до Сиви знаходиться берберський діалект ауджила (Awjila) в районі оази Джалу в східній Лівії, але він помітно відрізняється, ймовірно через іновації, які обумовлені зовнішніми контактами. Генетично сиванська мова більше пов'язана з діалектами сокна (Sokna) та фоджага (El-Foqaha, Fuqaha, Al-Fojaha) в оазах центральної Лівії і навіть нефусійською мовою (Nafusi) в горах Нефуса на північному заході цієї країни. Щоб виявити зв'язки та історію розвитку східно-берберських мов, слід було б провести ретельний порівняльний аналіз цих мов, але всі вони зазнали надзвичайно сильного арабського впливу, до того ж деякі з них вже майже зникли, інші збереглися невеличкими громадами, розсіяними серед переважаючого арабомовного населення.
Невідомо, чи хто ще говорить берберською мовою в оазі Джагбуб (Djaghbub, Djeraboub, Ǧarabub). Важко сказати, чи це сиванська мова, як подає проект «Ethnologue», або її діалект, чи окрема джагбубська мова, як за Lingvarium Project.
Як і решта берберських мов, сиванська є далеким родичем арабської, вони мають спільного предка — прото-афразійську мову. Проте глибина часу існування останньої є доволі великою, тому споріднені елементи є рідкісними. Аналогії в берберських і арабській мовах пояснюються частіше запозиченнями, ніж родинними стосунками.

## Фонетика
Система сиванських голосних включає звуки a, i, u, e, o та ще слабкі ə і ŭ [ʊ]; a+i часто трансформується в e.
Набір сиванських приголосних включає 39 звуків:
| b, bʷ | t, ṭ, d, ḍ      | č, j/ž | k, kʷ, g, gʷ | q, qʷ        |      | (') |
| m, mʷ | n               |        |              |              |      |     |
| f, fʷ | s, ṣ, z, ẓ, (θ) | š      |              | x, xʷ, γ, γʷ | ħ, ʕ | h   |
| w     | l, ḷ            | y      |              |              |      |     |
| r, ṛ  |                 |        |              |              |      |     |

Звуки θ і ' зустрічаються лише як альтернативна вимова в арабських словах.
Сиванська мова нележить до числа мов, у яких наголос тісно пов язаний із морфологією. Наголос, наприклад, визначає чи слово є іменником, чи дієсловом.

## Морфологія
Морфологія сиванської мови відзначається відсутністю деяких «типових» берберських рис, що пояснюється гетерогенним впливом з боку інших народів, які в різний час приходили в Сиву.
Для сиванської мови характерним є сильний вплив з боку арабської мови за всіма морфо-синтаксичними характеристиками. Окремі сиванські форми склалися під впливом нижньо-єгипетського діалекту. Зокрема, був запозичений арабський шаблон для формування абстрактних іменників від прикметників.
Одним із факторів морфологічного спрощення є втрата сиванською мовою ознаки роду в числівниках, характерної для берберських мов. Те саме спостерігається й у більшості сучасних арабських діалектів, зокрема й у каїрському та діалекті бедуїнів Киренаїки. На відміну від більшості берберських мов, сиванська не розрізняє жіночий і чоловічий рід у множині.
Вказівні займенники в сиванській мові поділяються на проксимальні (орієнтовані на мовця), медіальні (орієнтовані на слухача) та дистальні (нейтральні).
Незважаючи на численні зміни, спрощення та запозичення, сиванська мова загалом зберегла складну берберську систему множини. Для арабських запозичень використовується арабська система множини, ще складніша за берберську.
Як і в інших берберських мовах, у сиванській практично кожному іменнику відповідає конкретне дієслово.

## Лексика
Близько 40 % сиванської лексики становлять запозичення з єгипетського діалекту арабської.
Декілька слів та фраз сиванською: aman (вода), aksum (м'ясо), agben (будинок), akubbi (хлопчик), tletca (дівчинка), talti (жінка), teltawin (жінки), neta (він, вона, воно), azemmur (оливки), tini (фініки), maci (так), oula (ні), betin (хто або що), cek (ти), tanta lhalnnek? (як справи?), siwel didi (поговори зі мною), melmi (коли), melmig azragh cek? (коли я тебе побачу?), zewelas (вітаю).

## Діалекти
Немає публікацій, які б свідчили про існування діалектів у сиванській мові.

## Писемність
Берберська мова Сиви ніколи не мала власної писемності. Сиванці не знають берберського письма тифінаг (Tifinagh) або латиниці.

## Сторінки історії
Протягом тисяч років у своєму майже ізольованому світі сиванці сформували власний діалект, який став сумішшю арабських, берберських та деяких інших елементів. До XIX ст. оаза була незалежною від Єгипту, хоча й лежала на перетині важливих північно-африканських шляхів, які ведуть до Каїру. Через неї проходили різні мігранти, які значною мірою впливали на мову оази й залишили свій слід у формуванні її сучасного лінгвістичного стану. Жителі цього невеликого центру сільського господарства і торгівлі були відірвані від своїх найближчих родичів-берберів і від будь-яких інших груп осілого населення великими просторами пустелі, населеними переважно кочовиками, які говорили іншою мовою.
Араби завоювали Александрію 642 року, а східну Лівію — наступного 643 року. З цього часу оаза Сива перебувала в оточенні арабомовного населення.
Аль-Бекрі, згадуючи Сиву в XI ст., говорить, що оазу населяли бербери, а не араби. У наступному столітті аль-Ідрісі свідчить, що в оазі Сива, крім берберів, були й поселення арабів. Перша згадка про сиванську мову з її сучасною назвою належить Макризі (XIV/XV ст.). Він зазначає, що ця мова є близькою до зенетської мови (Zanātah), мови головного берберського племені. До речі, він зовсім не згадує про наявність у цей час осілої арабської громади в Сиві.
Перший відомий список сиванських слів склав німецький дослідник Африки Фрідріх Горнеман (нім. Friedrich Konrad Hornemann) у 1798 році (опублікований у 1803 році). При порівнянні його із сучасною сиванською мовою, він виявляє лише незначні відмінності.

## Арабський вплив
Немає жодних сумнівів стосовно того, що сиванська мова належить до числа берберських мов, хоча вона й зазнала потужного арабського впливу й є незвично важкою для розуміння навіть іншими берберами.
Ступінь впливу арабської мови на сиванську оцінюють у 4 бали за 5-бальною шкалою. Єгиптяни навіть вважають сиванську мову діалектом арабської, єгипетською арабською із сильним акцентом. Словник французького орієнталіста Анрі Лауста (фр. Henri Laoust, 1931) виявляє в сиванській мові 56 % слів арабського походження. Це наводить на думку, що історичні контакти сиванської та арабської мов не обмежувалися далекою торгівлею та сезонними зустрічами з кочівниками. Мабуть, мали місце більш-менш тісні соціальні контакти та широка двомовність, пов'язана з присутністю в минулому в оазі арабської громади.
Сиванська мова містить велику кількість арабських елементів, і це стосується не лише лексики та синтаксису, а й деяких аспектів морфології. Проте більшу частину цього впливу не можна вивести з певного арабського діалекту. Сиванські арабізми не відповідають ні каїрському діалекту, ні бедуїнському діалекту, яким говорять на заході Єгипту та на сході Лівії. Деякі особливості фонетики пов'язують арабські елементи в сиванській мові з мовою інших єгипетських оаз, у першу чергу Фарафра та Дахла. Граматичні ж особливості взагалі не мають довколишніх аналогів. Присутні в сиванській мові також арабські архаїзми.
Сучасний арабський вплив йде від єгипетського діалекту. Перша урядова школа (зрозуміло, з арабською мовою навчання) була відкрита 1928 року, єгипетське телебачення прийшло в Сиву в 1980-х роках. І те, й інше зараз є ключовими чинниками для сиванської молоді. Багато молодих сиванців їдуть на заробітки до Александрії або до Лівії, а іноді й далі, наприклад, до Катару. Підзаробивши достатньо грошей, вони повертаються назад, щоб одружитись. Природно, що ці люди більше призвичаїлись до арабської мови. З'явилися в оазі й місцеві араби, які є вихідцями з інших районів Єгипту.